# Conradi Peak
Der Conradi Peak ist ein 1040 m hoher Berg im ostantarktischen Enderbyland. Er ragt 30 km südwestlich des Kap Borley und nördlich der Napier Mountains auf.
Teilnehmer der British Australian and New Zealand Antarctic Research Expedition (1929–1931) unter der Leitung des australischen Polarforschers Douglas Mawson entdeckten ihn im Januar 1930. Mawson benannte ihn nach eigenen Angaben nach einem „bekannten Mitglied der Regierung Südafrikas“, das im Jahr 1929 der Expedition bei ihrem Aufenthalt in Kapstadt behilflich war. Dahinter verbirgt sich möglicherweise der südafrikanische Politiker David Gideon Conradie [sic!] (1879–1966).